# Hubert Loisel
Hubert Loisel (* 29. April 1912 in Linz; † 24. Februar 1999) war ein österreichischer Fechter.

## Sportliche Karriere
Hubert Loisel focht für den Union Fechtclub Wien und nach dem Zweiten Weltkrieg für den Oberösterreichischen Landesfechtklub in Linz. International trat Loisel vor allem im Säbelfechten in Erscheinung.
Bei den Olympischen Spielen 1936 in Berlin erreichte Loisel in der ersten Runde des Säbelwettbewerbs drei Siege und zwei Niederlagen. Auch im Viertelfinale standen drei Siegen zwei Niederlagen gegenüber und Loisel kam als Gruppensieger weiter. Im Halbfinale schied Loisel mit vier Niederlagen aus. Das letzte Gefecht gegen den späteren Olympiadritten Aladár Gerevich wurde nicht mehr ausgetragen, da Gerevich bereits sicher weiter war. Im Mannschaftswettbewerb erreichte das österreichische Säbelteam das Halbfinale und schied gegen Italien und Polen aus. In der Gesamtwertung wird das Team auf dem fünften Platz geführt.
Nach dem Anschluss Österreichs hätten die österreichischen Fechter bei den Olympischen Spielen 1940 in der deutschen Mannschaft kämpfen müssen. Vom Union Fechtclub Wien qualifizierten sich Roman Fischer und Hubert Loisel für den Olympiakader, der dann wegen des kriegsbedingten Ausfalls der Spiele nicht antreten konnte.
Bei den Olympischen Spielen 1948 in London gelangen Loisel in der ersten Runde des Einzelwettbewerbs fünf Siege. Mit vier Siegen und zwei Niederlagen im Viertelfinale erreichte er das Halbfinale, dort schied er mit sieben Niederlagen aus. Für die österreichische Säbelmannschaft war im Viertelfinale Schluss.
Vier Jahre später bei den Olympischen Spielen 1952 in Helsinki gewann Loisel in der Vorrunde des Einzelwettbewerbs sechs Gefechte, im Viertelfinale kam er mit vier Siegen weiter. Im Halbfinale standen zwei Siegen drei Niederlagen gegenüber, Loisel verpasste den Finaleinzug wegen der schlechteren Trefferzahl. Die Mannschaft verlor in der Halbfinalgruppe gegen Ungarn und Frankreich und belegte den fünften Platz in der Gesamtwertung. Loisel war 1952 als Ersatzmann für das Florett nominiert, kam in dieser Waffengattung aber nicht zum Einsatz. 1960 war er noch einmal Ersatzmann für das olympische Degenteam, auch hier wurde er nicht eingesetzt.
Hubert Loisel war mit der Fechterin Inge Hartl verheiratet. Beider Sohn Georg Loisel nahm wie sein Vater als Fechter an Olympischen Spielen teil.